# Seznam honduraških pesnikov
Seznam honduraških pesnikov.

## A
- Oscar Acosta

## C
- Amanda Castro

## F
- Rubén Izaguirre Fiallos

## M
- María Eugenia Ramos

## P
- Rigoberto Paredes

## Q
- José Luis Quesada

## S
- Juan Ramón Saravia
- Roberto Sossa

## V
- Rafael Heliodoro Valle